# 南康镇 (庐山市)
南康镇，是中华人民共和国江西省九江市庐山市下辖的一个镇，古南康府县治所在地，县存世有《南康府志》。

## 行政区划
南康镇下辖以下地区：
坡头社区、冰玉涧社区、北门巷社区、迎春桥社区、黄泥岭社区、城区社区、城郊社区、庐阳社区、星庐社区、西湖社区、大塘村和蓼池村。